# Coppa Sabatini 1983
La Coppa Sabatini 1983, trentunesima edizione della corsa, si svolse il 4 agosto 1983 su un percorso di 216 km. La vittoria fu appannaggio dell'italiano Moreno Argentin, che completò il percorso in 5h54'14", precedendo il connazionale Davide Cassani e lo spagnolo Marino Lejarreta.

## Ordine d'arrivo (Top 10)
| Pos. | Corridore            | Squadra           | Tempo    |
| ---- | -------------------- | ----------------- | -------- |
| 1    | Moreno Argentin      | Sammontana        | 5h54'14" |
| 2    | Davide Cassani       | Termolan          | s.t.     |
| 3    | Marino Lejarreta     | Alfa Lum-Olmo     | s.t.     |
| 4    | Emanuele Bombini     | Malvor-Bottecchia | s.t.     |
| 5    | Alessandro Paganessi | Bianchi           | s.t.     |
| 6    | Giuseppe Petito      | Alfa Lum-Olmo     | s.t.     |
| 7    | Fabrizio Verza       | Gis-Gelati        | s.t.     |
| 8    | Palmiro Masciarelli  | Gis-Gelati        | a 0'12"  |
| 9    | Claudio Savini       | Dromedario        | a 0'25"  |
| 10   | Giuseppe Lanzoni     | Termolan          | s.t.     |